# Джеймс Баллард
Джеймс Грем Баллард (англ. James Graham Ballard; нар. 15 листопада 1930, Шанхай — пом. 19 квітня 2009) — англійський письменник, одна з найбільших постатей англійської літератури другої половини XX століття. Спочатку популярність йому принесли науково-фантастичні оповідання і романи, передовсім апокаліптичні, а пізніше також психопатологічні трилери з фантастичною складовою («Автокатастрофа», «Бетонний острів» і інші).

## Біографія
Народився в родині дипломата. Під час Другої світової війни майбутній письменник з батьками і сестрою був поміщений в японський концтабір для цивільних осіб, а після закінчення війни приїхав до Великої Британії. 1949 року Баллард вступив до Кембриджського університету, маючи намір зайнятися психологією.
Вже під час навчання Баллард став писати і зрозумів, що заняття клінічною медициною не залишать йому часу для творчості. 1952 року його взяли на відділення англійської літератури Лондонського університету, проте через рік молодий письменник був вимушений залишити заняття. 1953 року він вступив до Королівських ВПС і два роки прослужив у Канаді.
Баллард написав перший роман «Вітер з нізвідки» (The Wind from Nowhere) за два тижні відпустки, аби, за його словами, зрозуміти, що означає бути професійним письменником. Після успішної публікації твору в 1962 році він залишає роботу редактора в журналі Chemistry and Industry і повністю присвячує себе літературі.
Письменник відомий романами «Автокатастрофа», «Імперія сонця», «Кокаїнові ночі», «Суперканни» і іншими. Перші два екранізували Девідом Кроненбергом (1996) і Стівеном Спілбергом (1987) відповідно.
На думку деяких критиків, проза Балларда заклала основи особливого напряму в літературі, що вивчає психологічні і психопатологічні результати технологічного, соціального або природного розвитку.

## Переклади українською
- Дж. Г. Баллард. Люди міленіуму / пер. з анг. Олексій Чупа. — Х. : Фабула, 2018. — 368 с. — ISBN 978-617-09-3752-0.
- Дж. Г. Баллард. Висотка / пер. з анг. Олексій Чупа. — Х. : Фабула, 2018. — 224 с. — ISBN 978-617-09-3934-0.

### Оповідання
- Дж. Г. Баллард. Атака на мозок / пер. з анг. Андрій Минко. — К. :  Всесвіт.